# Kamishibai

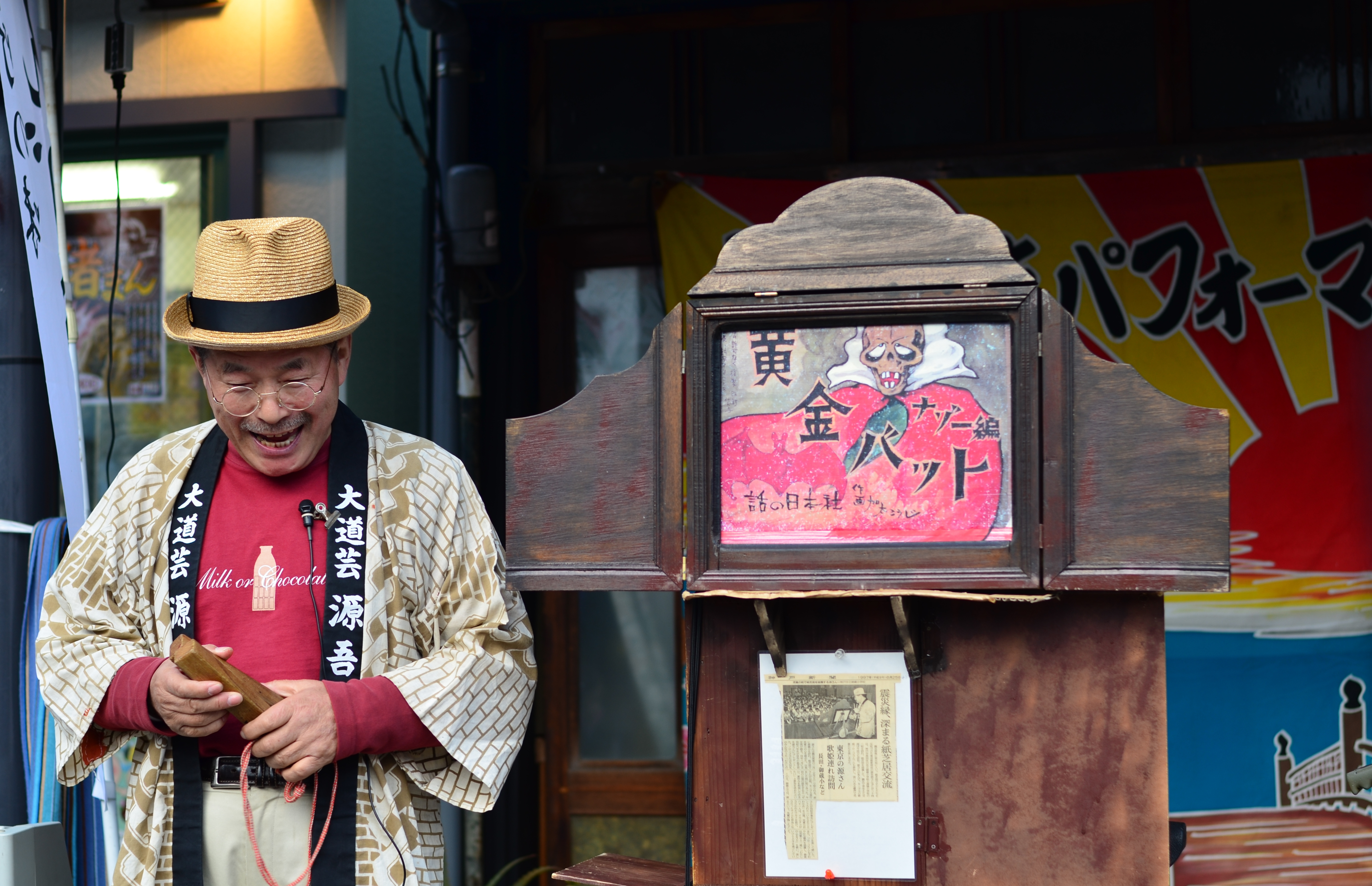
Un Gaito kamishibaiya in Giappone.

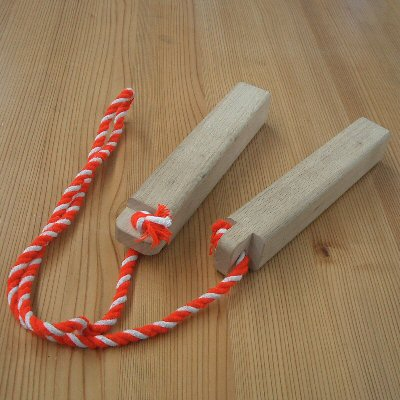
Lo strumento hyoshigi.

Il Kamishibai (紙芝居?, Kamishibai), traducibile come "spettacolo teatrale di carta", è una forma di narrazione che ha avuto origine nei templi buddisti nel Giappone del XII secolo, dove i monaci utilizzavano gli emakimono per narrare ad un pubblico, principalmente analfabeta, delle storie dotate di insegnamenti morali.
La tecnica del kamishibai è rimasta nelle tradizioni del Giappone per secoli, ma ha conosciuto un momento di splendore negli anni fra il 1920 ed il 1950. Il Gaito kamishibaiya, o narratore, si spostava da un villaggio all'altro in bicicletta ed utilizzava battere due pezzi di legno collegati da un cavo comunemente chiamato hyoshigi, per annunciare il proprio arrivo nei villaggi. I bambini che avevano comprato caramelle dal Gaito kamishibaiya si potevano assicurare i migliori posti di fronte al palco. Una volta che si era formato un pubblico, il Gaito kamishibaiya iniziava a raccontare le proprie storie servendosi di un set di tavolette di legno sulle quali erano disegnati i vari passaggi della storia che avrebbe raccontato. Le storie erano spesso seriali, e nuovi episodi venivano raccontati ad ogni visita al villaggio.
La rinascita del Kamishibai itinerante può essere associata con la grande depressione degli anni venti, e con la possibilità che rappresentava per i tanti disoccupati, molti dei quali erano la conseguenza dell'avvento del cinema sonoro (molti Kamishibaiya erano stati in precedenza narratori "Benshi" nelle sale del muto, dando voce ai protagonisti e commentando le vicende sullo schermo), di guadagnare piccole somme di denaro. L'usanza del kamishibai è stata quasi del tutto soppiantata dall'arrivo della televisione negli anni cinquanta, benché sia stata recentemente rilanciata nelle biblioteche e nelle scuole elementari giapponesi.